# Amancey
Amancey és un municipi francès situat al departament del Doubs i a la regió de Borgonya - Franc Comtat. L'any 2007 tenia 628 habitants.

## Demografia

### Població
El 2007 la població de fet d'Amancey era de 628 persones. Hi havia 252 famílies de les quals 68 eren unipersonals (24 homes vivint sols i 44 dones vivint soles), 96 parelles sense fills, 76 parelles amb fills i 12 famílies monoparentals amb fills.
La població ha evolucionat segons el següent gràfic:
Habitants censats

### Habitatges
El 2007 hi havia 302 habitatges, 265 eren l'habitatge principal de la família, 10 eren segones residències i 27 estaven desocupats. 230 eren cases i 54 eren apartaments. Dels 265 habitatges principals, 162 estaven ocupats pels seus propietaris, 85 estaven llogats i ocupats pels llogaters i 18 estaven cedits a títol gratuït; 17 tenien una cambra, 11 en tenien dues, 37 en tenien tres, 48 en tenien quatre i 152 en tenien cinc o més. 223 habitatges disposaven pel capbaix d'una plaça de pàrquing. A 121 habitatges hi havia un automòbil i a 96 n'hi havia dos o més.

### Piràmide de població
La piràmide de població per edats i sexe el 2009 era:
| Homes | Edats   | Dones |
| ----- | ------- | ----- |
| 0     | 95 o +  | 4     |
| 0     | 90 a 94 | 4     |
| 0     | 85 a 89 | 12    |
| 4     | 80 a 84 | 8     |
| 12    | 75 a 79 | 4     |
| 16    | 70 a 74 | 8     |
| 8     | 65 a 69 | 12    |
| 36    | 60 a 64 | 24    |
| 12    | 55 a 59 | 20    |
| 16    | 50 a 54 | 16    |
| 16    | 45 a 49 | 20    |
| 8     | 40 a 44 | 28    |
| 24    | 35 a 39 | 20    |
| 40    | 30 a 34 | 36    |
| 16    | 25 a 29 | 8     |
| 8     | 20 a 24 | 8     |
| 48    | 15 a 19 | 12    |
| 12    | 10 a 14 | 4     |
| 8     | 5 a 9   | 32    |
| 28    | 0 a 4   | 36    |

## Economia
El 2007 la població en edat de treballar era de 368 persones, 285 eren actives i 83 eren inactives. De les 285 persones actives 271 estaven ocupades (136 homes i 135 dones) i 14 estaven aturades (8 homes i 6 dones). De les 83 persones inactives 32 estaven jubilades, 30 estaven estudiant i 21 estaven classificades com a «altres inactius».

### Ingressos
El 2009 a Amancey hi havia 283 unitats fiscals que integraven 685,5 persones, la mediana anual d'ingressos fiscals per persona era de 17.503 €.

### Activitats econòmiques
Dels 42 establiments que hi havia el 2007, 1 era d'una empresa extractiva, 1 d'una empresa alimentària, 4 d'empreses de fabricació d'altres productes industrials, 8 d'empreses de construcció, 8 d'empreses de comerç i reparació d'automòbils, 3 d'empreses de transport, 3 d'empreses d'hostatgeria i restauració, 2 d'empreses financeres, 2 d'empreses immobiliàries, 3 d'empreses de serveis, 4 d'entitats de l'administració pública i 3 d'empreses classificades com a «altres activitats de serveis».
Dels 20 establiments de servei als particulars que hi havia el 2009, 1 era una oficina d'administració d'Hisenda pública, 1 gendarmeria, 1 oficina de correu, 1 una oficina bancària, 2 tallers de reparació d'automòbils i de material agrícola, 1 paleta, 1 guixaire pintor, 2 fusteries, 1 lampisteria, 2 electricistes, 2 perruqueries, 2 restaurants, 2 agències immobiliàries i 1 saló de bellesa.
Dels 5 establiments comercials que hi havia el 2009, 1 era un hipermercat, 1 una botiga de menys de 120 m², 1 una llibreria, 1 una botiga d'equipament de la llar i 1 una botiga de material de revestiment de parets i terra.
L'any 2000 a Amancey hi havia 13 explotacions agrícoles que ocupaven un total de 648 hectàrees.

## Equipaments sanitaris i escolars
El 2009 hi havia 1 centre de salut, 1 farmàcia i 1 ambulància.
El 2009 hi havia 2 escoles elementals. Amancey disposava d'un col·legi d'educació secundària amb 80 alumnes.

## Poblacions més properes
El següent diagrama mostra les poblacions més properes.